# Geotrupes stercorarius
Géotrupe du fumier
Espèce
Geotrupes stercorarius, le géotrupe du fumier, est une grande espèce d'insectes coléoptères de la famille des Geotrupidae, noir à reflets verts, bleus ou violacés, qui peut être trouvé sur des bouses fraîches, crottins de chevaux et crottes de différents animaux.

## Description
Son corps est trapu, arrondi, bombé. Le pronotum est lisse. Les élytres noirs ont des reflets bleuâtres, et sont striés. La face inférieure de l'animal est bleue ou vert métallique. Les tibias sont larges et dentés (particulièrement les antérieurs). L'insecte est notamment caractérisé par un flagelle lamelliforme du dernier article de ses antennes. Il mesure 15 à 20 mm.
Fréquent, mais solitaire, on peut le trouver déambulant lourdement sur les chemins et, en troupes nombreuses, notamment sur des excréments ou des champignons en putréfaction.
Mâle et femelle creusent sous les excréments, principalement de mammifères, jusqu'à les enfouir plus ou moins, puis la femelle pond ses œufs sur la matière stercorale dont les larves et les imagos se nourriront, et où les larves hiberneront. L'éclosion de l'imago aura lieu l'année suivante.

## Écologie
Scatophage, il joue un rôle majeur dans le recyclage des excréments, la matière morte et la dissémination de spores de champignons et bactéries du sol. Il entretient la fertilité des pâturages, mais peut être victime des traitements pesticides (antiparasitaires, de type Ivermectine) donnés aux animaux. Une seule bouse pouvant tuer jusqu'à 5 000 coléoptères selon certains auteurs. Les traitements pesticides peuvent également affecter la ponte (malformation des œufs). Le Bousier est la proie favorite de  nombreux oiseaux comme la Pie-grièche écorcheur, si un oiseau consomme un individu affecté par les traitements pesticides, il peut en mourir. Il semble assez maladroit au sol, mais peut voler, à l'aube et au crépuscule par temps chaud en été ; il n'est pas réputé parcourir de grandes distances et pourrait également souffrir de la fragmentation des milieux naturels ainsi que de déchets comme les bouteilles de verre.

## Distribution
Europe. Surtout en plaine, territoires peuplés de grands animaux (cerfs, chevreuils, accessoirement chevaux de randonnées, etc. ou de plus petits mammifères (lapins...).

## Période de visibilité des adultes
Facilement observables d'avril à septembre.

## Galerie

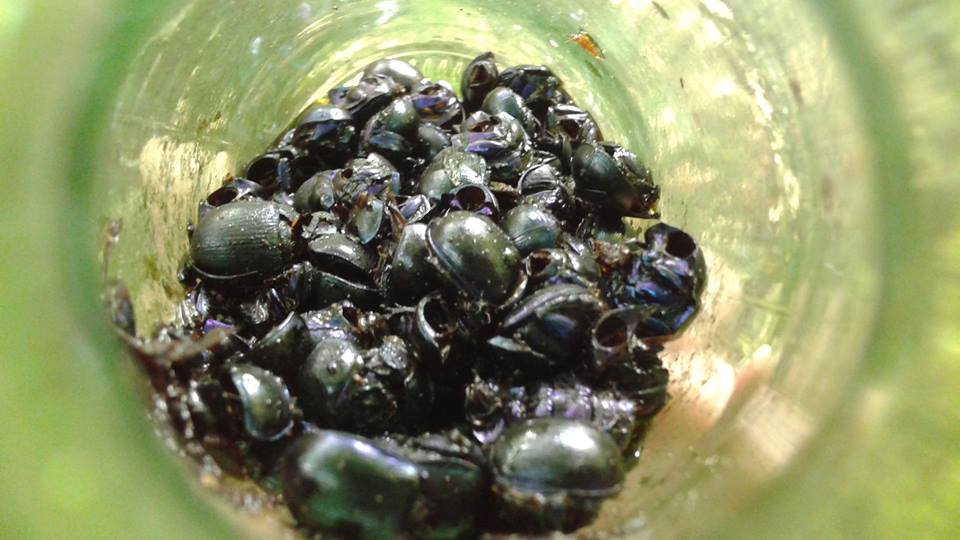
Geotrupes stercorarius dans des canettes de verre en milieux forestiers.
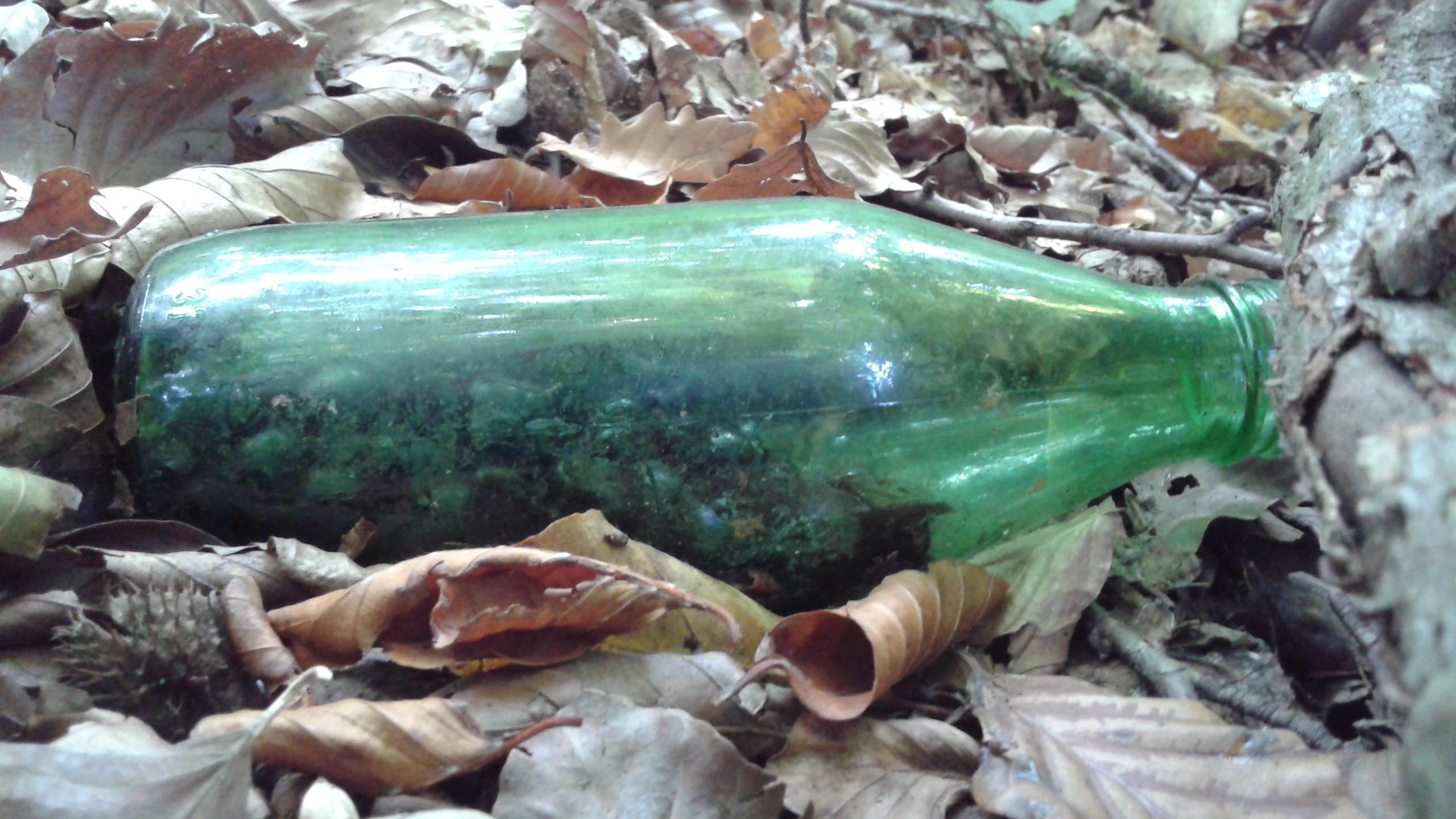
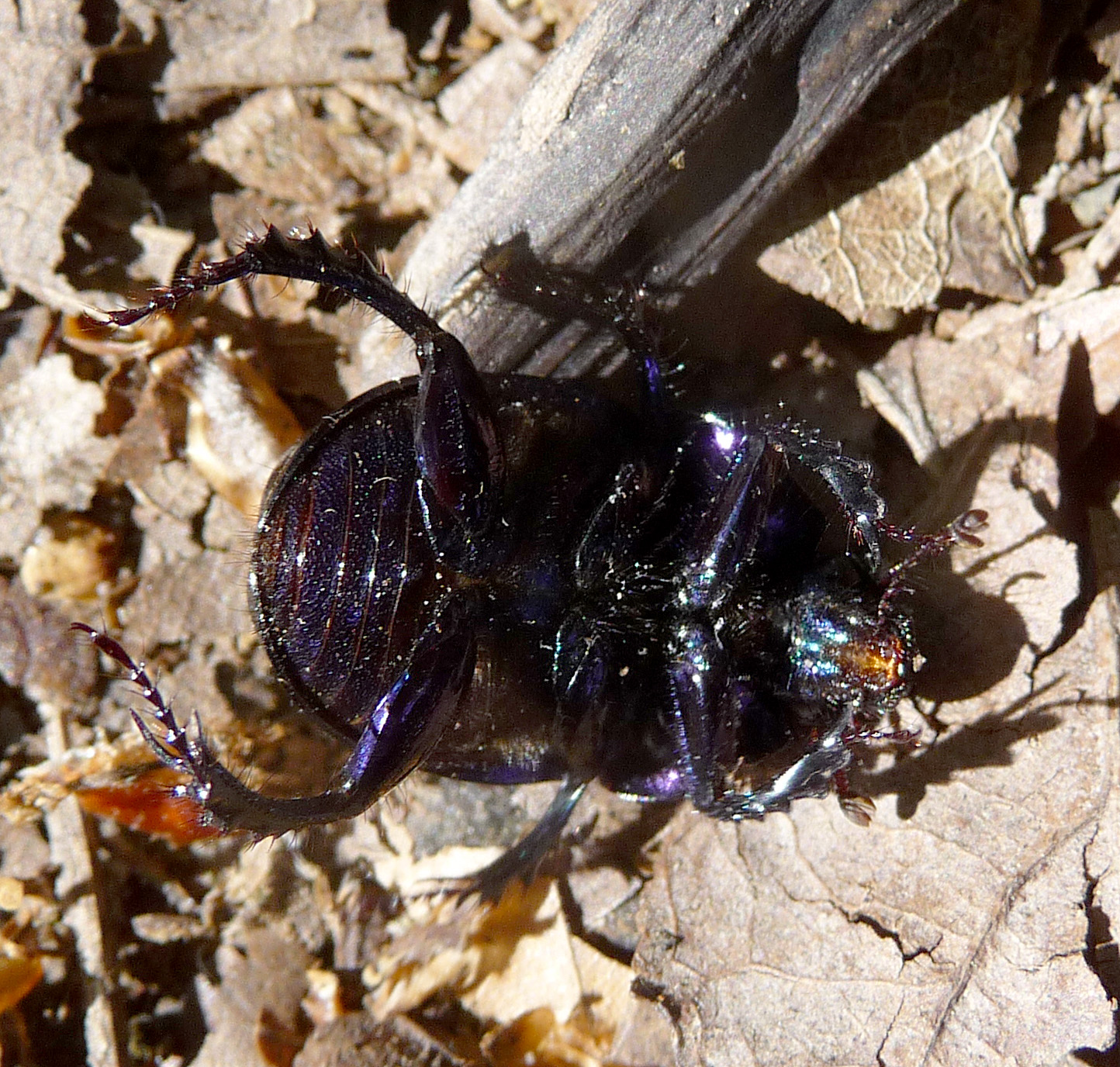
Geotrupes stercorarius vu de dessous.
- Geotrupes stercorarius transportant une crotte.
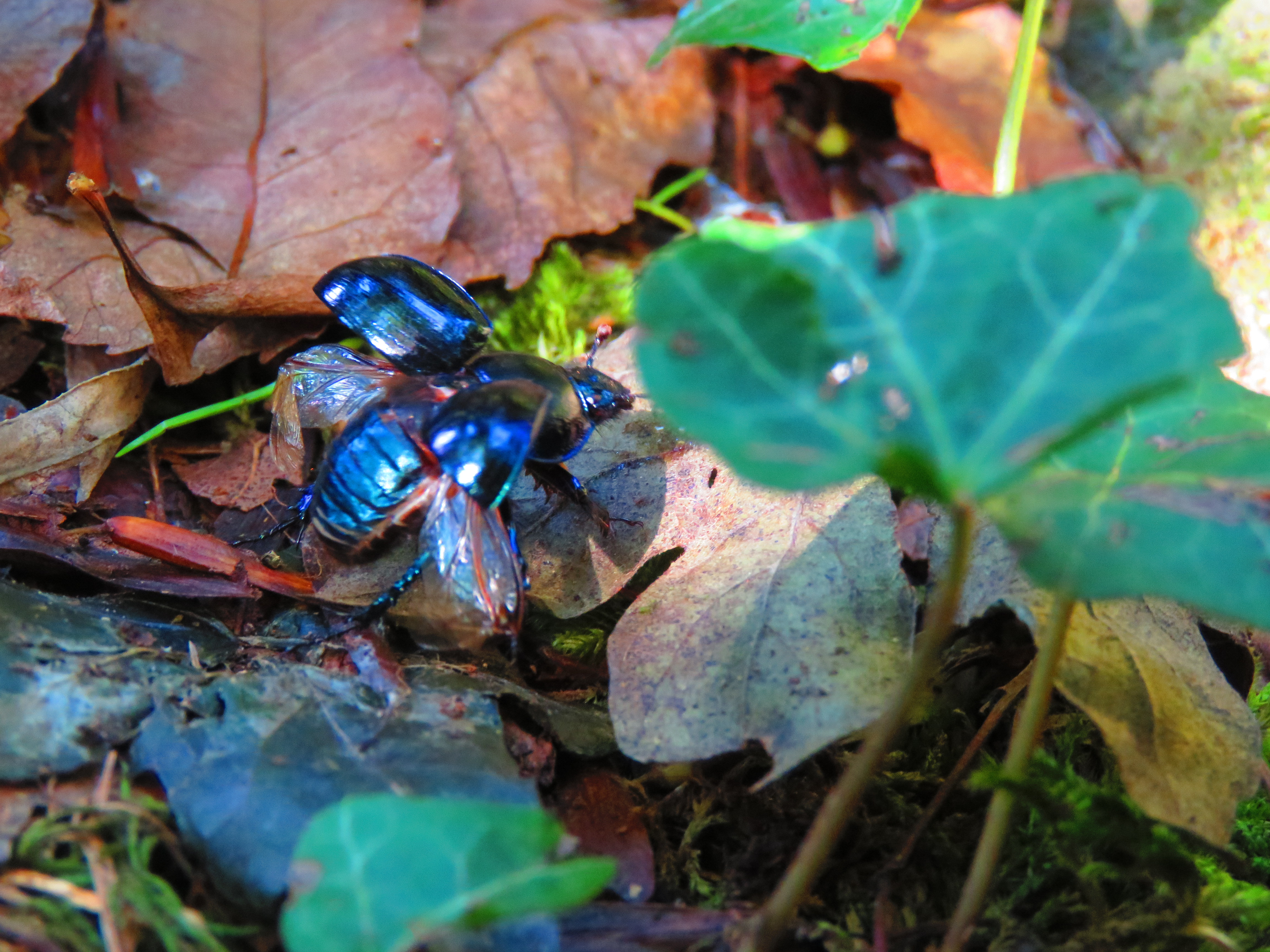
Geotrupes stercorarius qui s'apprête à voler.